# Jonathan Dahlén
Jonathan Dahlén (né le 20 décembre 1997 à Östersund en Suède) est un joueur professionnel suédois de hockey sur glace. Il évolue au poste d'ailier. Il est le fils d'Ulf Dahlén.

## Biographie

### Carrière en club
Formé au Östersunds IK, il poursuit son apprentissage dans les équipes de jeunes du HV 71 puis du Timrå IK. En 2015, il débute en senior dans l'Allsvenskan avec le Timrå IK. Lors du repêchage d'entrée dans la LNH 2016, il est choisi au deuxième tour, à la 42e position au total par les Sénateurs d'Ottawa. 
Le 16 octobre 2021, il joue son premier match dans la Ligue nationale de hockey avec les Sharks de San José face aux Jets de Winnipeg. Il marque ses deux premiers buts le 19 octobre 2021 face aux Canadiens de Montréal.

### Carrière internationale
Il représente la Suède au niveau international. Il prend part aux sélections jeunes.

## Statistiques

### En club
| Saison    | Équipe                | Ligue       |                   | Saison régulière  | Saison régulière  | Saison régulière  | Saison régulière  | Saison régulière |    | Séries éliminatoires | Séries éliminatoires | Séries éliminatoires | Séries éliminatoires | Séries éliminatoires |
| Saison    | Équipe                | Ligue       | PJ                | B                 | A                 | Pts               | Pun               | PJ               | B  | A                    | Pts                  | Pun                  |                      |                      |
| 2014-2015 | Timrå IK              | Allsvenskan | 5                 | 0                 | 0                 | 0                 | 0                 | -                | -  | -                    | -                    | -                    |                      |                      |
| 2015-2016 | Timrå IK              | Allsvenskan | 51                | 15                | 14                | 29                | 8                 | 5                | 6  | 1                    | 7                    | 2                    |                      |                      |
| 2016-2017 | Timrå IK              | Allsvenskan | 45                | 25                | 19                | 44                | 18                | 4                | 4  | 2                    | 6                    | 0                    |                      |                      |
| 2017-2018 | Timrå IK              | Allsvenskan | 44                | 23                | 21                | 44                | 8                 | 10               | 8  | 6                    | 14                   | 2                    |                      |                      |
| 2017-2018 | Comets d'Utica        | LAH         | 2                 | 1                 | 1                 | 2                 | 2                 | 4                | 0  | 1                    | 1                    | 0                    |                      |                      |
| 2016-2017 | Comets d'Utica        | LAH         | 50                | 14                | 15                | 29                | 10                | -                | -  | -                    | -                    | -                    |                      |                      |
| 2016-2017 | Barracuda de San José | LAH         | 7                 | 0                 | 4                 | 4                 | 2                 | -                | -  | -                    | -                    | -                    |                      |                      |
| 2019-2020 | Timrå IK              | Allsvenskan | 51                | 36                | 41                | 77                | 42                | 1                | 2  | 3                    | 5                    | 0                    |                      |                      |
| 2020-2021 | Timrå IK              | Allsvenskan | 45                | 25                | 46                | 71                | 10                | 15               | 10 | 12                   | 22                   | 0                    |                      |                      |
| 2021-2022 | Sharks de San José    | LNH         | 61                | 12                | 10                | 22                | 12                | -                | -  | -                    | -                    | -                    |                      |                      |
| 2022-2023 | Timrå IK              | SHL         | 52                | 20                | 22                | 42                | 20                | 7                | 2  | 8                    | 10                   | 2                    |                      |                      |
| 2023-2024 | Timrå IK              | SHL         | Saison en cours ? | Saison en cours ? | Saison en cours ? | Saison en cours ? | Saison en cours ? |                  |    |                      |                      |                      |                      |                      |

### En équipe nationale
| Année | Compétition                          |   | PJ | B | A | Pts | Pun | +/-             |  | Résultat |
| 2015  | Championnat du monde moins de 18 ans | 5 | 2  | 3 | 5 | 0   | -1  | Huitième place  |  |          |
| 2017  | Championnat du monde junior          | 7 | 5  | 1 | 6 | 0   | +4  | Quatrième place |  |          |